# Сокільський
Сокі́льський — хребет у Покутсько-Буковинських Карпатах (частина Українських Карпат), у межах Кутської та Косівської територіальних громад Косівського району Івано-Франківської області. 
Довжина хребта — близько 15 км. Максимальна висота — 940 м. Простягається з північного заходу на південний схід між річками Рибницею та Черемошем, на території сіл Тюдів, Малий Рожин, Великий Рожин, Яворів, Бабин, Соколівка. 
Особливу увагу на хребті привертають мальовничі скелі-останці, складені переважно з пісковиків. Таких скель понад 20. Вони здіймаються на висоту 20–40 м. На скелі Лисівський камінь (Тутурівський камінь) археологи виявили петрогліфи — наскельні малюнки, викарбувані в стародавні часи. 
При південно-східних відногах хребта розташовані цікаві пам'ятки природи: Сокільська скеля і водоспад Сикавка. 
На Сокільському хребті бували відомі люди: Б. Лепкий, Ю. Федькович, Г. Хоткевич, Д. Павличко, С. Пушик і багато інших. 